# Bloedbad in Circeo
Het Bloedbad in Circeo is een crimineel feit dat in Italië werd gepleegd door Gianni Guido, Angelo Izzo en Andrea Ghira. Zij ontvoerden op 29 september 1975 Donatella Colasanti en Rosaria Lopez om hen vervolgens te mishandelen in een villa gelegen te San Felice Circeo.

## Feiten
De drie daders waren zonen van rijke Italiaanse families die in Rome woonden. Ghira en Izzo hadden in 1973 al twintig maanden in de gevangenis gezeten omwille van een gewapende overval. Izzo werd in 1974 veroordeeld tot een voorwaardelijke straf nadat hij met twee vrienden - die verder niet met dit feit betrokken zijn - twee meisjes had verkracht. Zowel Ghira, Izzo als Guido waren lid van de neofascistische beweging "Clan van de Marseillaise" geleid door Jacques Berenguer.
Barvrouw Colasanti en studente Lopez hadden enkele dagen voor 29 september 1975 een afspraak met een jongeman aan de Fungo-toren in de Romeinse wijk Europa. Bij toeval stelde die jongeman de twee dames voor aan Izzo en Guido. Izzo en Guido nodigden de dames uit op een feest op voornoemde dag in de villa van hun gezamenlijke vriend Ghira dewelke staat aan het voorgebergte van Circeo in de gemeente San Felice Circeo.
Eenmaal daar verklaarden Izzo en Guido dat hun derde vriend Ghira iets later zou arriveren - wat ook effectief gebeurde - en dat ze dan met zijn allen naar Lavinio zouden gaan. Echter begonnen de jongens expliciete seksuele avances te maken. Daar de meisjes hier niet op ingingen, werden de mannen woest. Daarop werden de vrouwen meer dan een dag en nacht meermaals gemarteld en verkracht. Tijdens de feiten reed Guido over-en-weer naar Rome voor een familiediner. Lopez werd gedrogeerd en in de badkuip achtergelaten waarin ze verdronk. Daarop trachtten ze Colasanti te vermoorden met een riem. Zij kon op zeker ogenblik een telefoontje plegen, maar werd betrapt en met een ijzeren staaf neergeslagen. Daarop veinsde ze dat ze dood was.
De drie mannen verborgen de slachtoffers in de kofferbak van een witte Fiat 127 en reden terug naar Rome met de bedoeling de lijken op te ruimen. Colasanti verklaarde later dat de mannen tijdens de terugrit zeer optimistisch en uitgelaten waren. Eenmaal in Rome gingen de mannen op restaurant - waar ze in gevecht kwamen met enkele communistische militanten - nabij het huis van Guido. Daarna reden ze naar de wijk Trieste.
Nadat de folteraars enige tijd de auto hadden verlaten, begon Colasanti op de kofferbak van de wagen te slaan. Dit werd omstreeks 22:50 opgemerkt door een nachtwaker die de Carabinieri verwittigde. Laatstgenoemde verstuurde een radiobericht dat werd gehoord door fotojournalist Antonio Monteforte. Daardoor was hij tijdig aanwezig toen de kofferbak werd geopend en de vrouwen werden gevonden.
Izzo en Guido werden tijdens de daaropvolgende uren gearresteerd. Ghira dook onder. Hij schreef enkele maanden later een brief aan Izzo en Guido die werd onderschept door de rechercheurs. In de brief dreigde Ghira dat hij Colasanti zal vermoorden mocht zij tegen hen getuigen. Later werd vastgesteld dat Ghira zich onder de naam Massimo Testa de Andres had ingeschreven bij het Spaanse Tercio.

## Process en nasleep
Het onderzoek kwam in handen van de Carabinieri onder bevel van maarschalk Gesualdo Simonetti. Colasanti werd vertegenwoordigd door advocate Tina Lagostena Bassi. De drie mannen werden veroordeeld tot levenslange gevangenisstraf zonder verzachtende omstandigheden. In de cel gijzelden Izzo en Guido een gevangenisbewaarder en poogden verschillende ontsnappingen.
Op 28 oktober 1980 kreeg Guido een strafvermindering tot 30 jaar nadat hij een verklaring van berouw bracht en de familie een schadevergoeding betaalde. Op 25 januari 1981 kon hij ontsnappen en vluchtte naar Buenos Aires waar hij twee jaar later werd herkend. Tijdens zijn uitlevering wist hij op 17 april 1985 nogmaals te ontsnappen en bereikte Libanon. In april 1994 werd hij opgepakt in Panama en op 31 mei 1994 uitgeleverd aan Italië.
Izzo mocht op 25 augustus 1993 de gevangenis tijdelijk verlaten, maar maakte gebruik om te vluchten naar Frankrijk. Hij werd enkele weken later opgepakt en terug uitgeleverd aan Italië. In november 2004 kreeg hij van de toezichtsrechtbank van Palermo een semi-vrijheid. Doch op 28 april 2005 ontvoerde en vermoordde hij nogmaals twee vrouwen: de 49 jaar oude Maria Carmela Linciano en veertienjarige Valentina Maiorano.
Colasanti stierf op 30 december 2005 aan borstkanker.
Guido kwam op 25 augustus 2009 vrij via strafvermindering.

## Verfilming
Deze misdaad werd verfilmd in 2021 onder de titel La scuola cattolica.